# Nikita (Märtyrer)

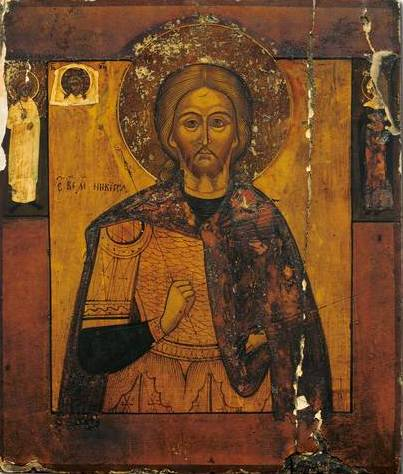
Hl. Nikita, russische Ikone

Nikita, russ. Никита, ukrain. Микита, von griech. Νικήτας Niketas, († 372) ist ein vor allem in Russland verehrter christlicher Märtyrer. Sein Gedenktag ist der 15. September.
Nikita, ein terwingischer Söldner, lebte im Donaugebiet am Rand des Byzantinischen Reichs und erhielt wohl bei der Taufe den griechischen Namen. Mit Wulfila setzte er sich für die Christianisierung der gotischen Terwingen ein und kämpfte gegen den heidnisch eingestellten Richterkönig der Terwingen Athanarich. Dieser ließ den Soldaten im Jahr 372 auf dem Scheiterhaufen hinrichten.
Die Legende erzählt, dass der Teufel in Engelsgestalt Nikita dazu überreden wollte, den heidnischen Göttern zu opfern, um sein Leben zu retten, dass aber Nikita ihn durch Gebet und mit der Hilfe des Erzengels Michael in die Flucht schlug.
In Russland, in der Ukraine, in Griechenland und in Serbien tragen mehrere Kirchen und Klöster den Namen Nikitas.